# الباراسيكولوجي (سر من اسرار الدولة)
الباراسيكولوجي (سرّ من أسرار الدولة) (parapsychology دراسة الظواهر العقلية المستبعدة أو التي لا يمكن تفسيرها من قبل علم النفس العلمي الأرثوذكسي (مثل التنويم المغناطيسي، التخاطر، إلخ) كتاب من تأليف هنري كرايس ووليم ديك Gris, Henry & Dick, William صدر مترجم إلى اللغة العربية عام 1989 عن الدار العربية في 144 صفحة. وتعد الباراسيكولوجي من العلوم الطامحة إلى اكتشاف طاقات الإنسان المجهولة. وخوارق الظواهر، من تأثير الفكر على المادة. والخروج من دائرة الزمان والمكان. يكثر القول فيها بين مؤيد ومعارض وبين دعم حكومي وأمني وعسكري في دول عديدة وبين نفي مطلق لمزاعمها من قبل بعضها الآخر. مما أوجد مؤامرات وارباكات واختلاطات في ثقافة القارئ والرأي العام العالمي سواء في الشرق أو الغرب.

## محتوى الكتاب
الجزء الأول: رحلة إلى احتمالات البسي PSI غير المحدودة
(1) بوريس ارمولاجيف والممثلة السابحة في الهواء
(2) توفيق دادا جيف، فنان، تخصصه: قراءة الافكار
(3) محادثات مع نجوم ظاهرة التأثير النفسي على المادة - السايكوكينيز (تأثير الفكر في المادة)
(4) الجدال الحاد حول ظاهرة التخاطر Telepathy
(5) ظاهرة كيرليان Kirlian - صورة الروح
(6) يدا كريفوروتوف الشافية 
الجزء الثاني: أشكال الحياة السرية على الأرض وفي الفضاء
(1) البحث عن حضارات كونية
(2) كوكب فايتون Phaeton الضائع
(3) البروفيسور زيكال والمناقشات السوفيتية حول الأجسام الطائرة المجهولة
(3) نادي الخياليين
(4) التونجوسكا - ديفو - قنبلة ذرية من الفضاء
(5) على آثار الإنسان الجليدي في القوقاز 
الجزء الثالث: الاستعمال الطبي والاستراتيجي للبسي PSI
(1) الدكتور فاسيلي كاساتكين - جامع الأحلام
(2) معالجة الأطفال بالتنويم المغناطيسي بوليكلينكا رقم 26
(3) الغيبوبة والحلم. مركز لينينغراد
(4) معجزات من خلال التنويم، ابطال الإيحاء الجماعي
(5) إشعاعات ألما آتا Alma-Ata لعنة أم رحمة
(6) تقنية البسي والإدراك الحسي الفائق واستخداماتها
(7) عين المخابرات السوفيتية KGB 

## وصلات خارجية
https://www.youtube.com/watch?v=UDgtuysWR7c الباراسيكولوجي (سر من اسرار الدولة)